# Det mesta av det bästa
Det mesta av det bästa är en turné med After Shave och Anders Eriksson våren 2015. Föreställningen är en omarbetad turnéversion av 30-årsfesten med Galenskaparna och After Shave som spelades för fulla hus i Göteborg och Stockholm hösten 2012 till vintern 2014. Man har också valt att behålla framgångsreceptet från krogshowen Gubbröra och pyttipanna med ett lyckohjul i första akten som slumpar fram vilka nummer som ska framföras. 
Knut Agnred blir sjuk tidigt på turnén och ersätts av Claes Eriksson hela våren ut. När lyckohjulet stannar på ett nummer som innehåller Knut får Claes istället dra lappar ur en hatt som representerar något ur C Eriksson Solo eller C Eriksson MAX.

## Program
Som vanligt kompar Den ofattbara orkestern. Turnén går bland annat till Västerås, Linköping, Norrköping, Gävle och Sundsvall.
Möjliga nummer i Akt 1 (enligt programbladet med Knut Agnred ):
1. Herrboutiquen - Jan, Per, Anders (Cyklar)
2. Egentligen - Jan, Knut, Per, Anders (Macken)
3. Åka lift - Anders, Jan (Falkes fondue)
4. STJÄRNVINST - Per, Knut, Anders, Jan (Mirakelmedley ur Resan som blev av)
5. Push Dakota - Knut (Hagmans konditori)
6. Pål har köpt en badboll - Per, Jan? (Tornado)
7. Sill - Knut, Per, Jan (En himla många program)
8. Krisen - Per, Knut, Jan (En himla många program)
9. Bandy, bandy - Per, Knut, Jan , Anders (Kabaré Kumlin)
10. Pappa, flytta inte in till Tjörn - Knut, Per (Åke från Åstol)
11. Frisörens sång - Jan, Per, Knut, Anders (Grisen i säcken)
12. Du kan bli nåt - Anders, Knut, Jan, Per (Hagmans konditori)
13. Latinos - Knut, Per, Anders, Jan (Allt möjligt)
14. Varför finns det inga tyska komiker? - Knut (Cabaret Cartwright)
15. Spanar'n - Anders, Per (Grisen i säcken)
16. Truckdriving song - Per (Macken)
17. Bara sport - Per, Knut, Jan, Anders (Skruven är lös)
18. L. Paaso - Knut (Nåt nytt)
19. Goya - Jan (En himla många program)
20. Melodipajning - Anders (?)
21. Pappa, jag vill ha en italienare - Per, Knut (Stinsen brinner)
22. Countrykillen - Per (Cabaret Cartwright)
23. Borås Borås - Knut (Träsmak)
24. Visst faller regn - Jan, Knut, Per (Resan som blev av)
25. Brysselsteget - Knut (En himla många program)
26. Vårkuplett - Anders (Cyklar, där den gick under namnet Bocken)
27. Tvätt - Jan, Knut, Per, Anders (Alla ska bada)
28. Svärföräldrarna - Knut, Per (Grisen i säcken)
29. Mitt lilla rugbylag - Jan (En himla många program)
30. JOKER - Knut, Per, Jan (Spånez ur Den onde, den gode, den fule och Rippe)

Akt 2 (så som den såg ut med Claes Eriksson):
- Invigning - Claes (Det ska va gôtt å leva)
- Latinos - Per, Jan, Anders (Allt möjligt)
- Mr Zingo - Claes (C Eriksson solo)
- I Guds fina natur - Per (Nåt nytt)
- Under en filt i Madrid - Claes (Cyklar)
- Les Garçon de la plage - Per, Anders, Jan (Falkes fondue)
- I fåtöljen med Allan Preussen. Kvällen gäst: Farbror Frej - Claes, Anders (Grisen i säcken)
- Visst faller regn - Jan, Per (Resan som blev av)
- Roliga historier -Claes (C Eriksson MAX)
- Mackenmedley - Per, Anders, Jan, Claes (Resan som blev av)

Extranummer:
- Firmafesten - Anders, Jan (Det ska va gôtt å leva)
- Gôtt å leva - Anders, Jan, Per, Claes (Macken, del 7)